# Bob Hahn
Robert M. Hahn, detto Bob (Ann Arbor, 25 agosto 1925 – Ann Arbor, 28 luglio 2009), è stato un cestista statunitense, professionista nella NBA.